# Pyrausta tapaishanensis
Pyrausta tapaishanensis là một loài bướm đêm trong họ Crambidae.